# 일본의 영화 흥행 기록
다음은 일본에서 개봉된 일본 영화 및 일본 외 영화의 흥행 수익 순위이다. 극장 상영 수익만을 기준으로 하며, 홈 비디오나 텔레비전 방영 등의 수익은 포함하지 않는다.
| 순위                                         | 영화                                   | 배급사        | 개봉연도 | 흥행 수익 (단위: 억 ¥) | 참고  |
| -------------------------------------------- | -------------------------------------- | ------------- | -------- | ---------------------- | ----- |
| 1                                            | 극장판 귀멸의 칼날: 무한열차편         | 도호          | 2020년   | 404.3                  | [ 1 ] |
| 2                                            | 센과 치히로의 행방불명                 | 도호          | 2001년   | 316.8                  | [ 1 ] |
| 3                                            | 타이타닉                               | 20세기 폭스   | 1998년   | 262.0                  | [ 2 ] |
| 4                                            | 겨울왕국                               | 디즈니        | 2014년   | 255.0                  | [ 3 ] |
| 5                                            | 너의 이름은.                           | 도호          | 2016년   | 250.3                  | [ 1 ] |
| 6                                            | 원피스 필름 레드                       | 토에이        | 2022 년  | 203.3                  |       |
| 7                                            | 해리 포터와 마법사의 돌                | 워너 브라더스 | 2001년   | 203.0                  | [ 4 ] |
| 8                                            | 하울의 움직이는 성                     | 도호          | 2004년   | 196.0                  | [ 5 ] |
| 9                                            | 모노노케 히메                          | 도호          | 1997년   | 193.0                  | [ 6 ] |
| 10                                           | 춤추는 대수사선 THE MOVIE 2            | 도호          | 2003년   | 173.5                  | [ 1 ] |
| 11                                           | 해리 포터와 비밀의 방                  | 워너 브라더스 | 2002년   | 173.0                  | [ 1 ] |
| 12                                           | 아바타                                 | 20세기 폭스   | 2010년   | 156.0                  | [ 1 ] |
| 13                                           | 벼랑 위의 포뇨                         | 도호          | 2008년   | 155.0                  | [ 1 ] |
| 14                                           | 날씨의 아이                            | 도호          | 2019년   | 140.6                  | [ 1 ] |
| 15                                           | 라스트 사무라이                        | 워너 브라더스 | 2003년   | 137.0                  | [ 1 ] |
| 16                                           | E.T.                                   | UIP           | 1982년   | 135.0                  | [ 1 ] |
| 16                                           | 아마겟돈                               | 부에나비스타  | 1998년   | 135.0                  | [ 1 ] |
| 16                                           | 해리 포터와 아즈카반의 죄수            | 워너 브라더스 | 2004년   | 135.0                  | [ 1 ] |
| 19                                           | 겨울왕국 2                             | 디즈니        | 2019년   | 133.5                  | [ 1 ] |
| 20                                           | 보헤미안 랩소디                        | 20세기 폭스   | 2018년   | 131.0                  | [ 1 ] |
| 21                                           | 쥬라기 공원                            | UIP           | 1993년   | 128.5                  | [ 1 ] |
| 22                                           | 스타 워즈 에피소드 1: 보이지 않는 위험 | 20세기 폭스   | 1999년   | 127.0                  | [ 1 ] |
| 23                                           | 미녀와 야수                            | 디즈니        | 2017년   | 124.0                  | [ 1 ] |
| 24                                           | 알라딘                                 | 디즈니        | 2019년   | 121.4                  | [ 1 ] |
| 25                                           | 바람이 분다                            | 도호          | 2013년   | 120.2                  | [ 1 ] |
| 26                                           | 이상한 나라의 앨리스                   | 디즈니        | 2010년   | 118.0                  | [ 1 ] |
| 27                                           | 스타워즈: 깨어난 포스                  | 디즈니        | 2015년   | 115.8                  | [ 1 ] |
| 28                                           | 남극 이야기                            | 카도가와·도호 | 1983년   | 110.0                  | [ 1 ] |
| 28                                           | 매트릭스 리로디드                      | 워너 브라더스 | 2003년   | 110.0                  | [ 1 ] |
| 28                                           | 니모를 찾아서                          | 디즈니        | 2003년   | 110.0                  | [ 1 ] |
| 28                                           | 해리포터와 불의 잔                     | 워너 브라더스 | 2005년   | 110.0                  | [ 1 ] |
| 32                                           | 캐리비안의 해적: 세상의 끝에서         |               | 2007년   | 109.0                  | [ 1 ] |
| 33                                           | 토이 스토리 3                          |               | 2010년   | 108.0                  | [ 1 ] |
| 34                                           | 인디펜던스데이                         |               | 1996년   | 106.5                  | [ 1 ] |
| 35                                           | 반지의 제왕: 왕의 귀환                 |               | 2004년   | 103.2                  | [ 1 ] |
| 36                                           | 춤추는 대수사선 THE MOVIE              |               | 1998년   | 101.0                  | [ 1 ] |
| 37                                           | 토이스토리 4                           |               | 2019년   | 100.7                  | [ 1 ] |
| 38                                           | 캐리비안의 해적: 망자의 함             |               | 2006년   | 100.2                  | [ 1 ] |
| 굵은 표시는 일본에서 제작된 영화를 나타낸다. |                                        |               |          |                        |       |

## 같이 보기
- 일본의 애니메이션 영화 흥행 기록
- 박스 오피스
- 영화 매출 순위 목록
- 베트남의 영화 흥행 기록
- 대한민국의 영화 흥행 기록